# Anja Backhaus
Anja Backhaus (* 7. November 1975 in Wuppertal) ist eine deutsche Radio- und Fernseh-Moderatorin.

## Leben
Backhaus studierte Politikwissenschaft in Köln und war bis 2004 Moderatorin bei YouFM des Hessischen Rundfunks, bevor sie zum Westdeutschen Rundfunk und dessen Sender 1 Live wechselte. In dieser Funktion präsentierte sie im WDR Fernsehen 10 Jahre 1 Live und zusammen mit Olli Briesch die Verleihung der „1 Live Krone“. Aktuell moderiert sie auf der Hörfunkwelle WDR 5.
Im Ersten präsentierte sie zwischen 2004 und 2007 das Magazin Tier Hoch Vier. Von 2006 bis 2009 war sie auf VOX an der Seite von Bauleiter Sascha Slechta als Moderatorin der Handwerker-Sendung Wohnen nach Wunsch – Das Haus zu sehen. Am 9. August 2009 belegte sie als Kandidatin der Sendung Das perfekte Promi-Dinner den zweiten Platz. Von 2009 bis 2015 moderierte sie das Magazin Einsweiter auf dem Sender Einsfestival; von 2012 bis 2013 präsentierte sie dort auch die Musiksendung Clipster. Seit 2013 erstellt Backhaus Beiträge für das WDR-Magazin west ART und übernimmt gelegentlich vertretungsweise die Moderation des Magazins sowie anderer kleinerer WDR-Sendungen. 2016 führte sie für den WDR durch die Mini-Sendereihe Unterwegs mit Anja Backhaus mit den Schwerpunkten „Auf Zeitreise im Ruhrgebiet“ und „Abenteuer Zeitreise im Rheinland“.
Backhaus ist verheiratet und hat zwei Söhne.

## Engagement
Anja Backhaus ist seit 2006 Patin für den ökologischen Landbau. Seit November 2011 ist sie eine der deutschen Botschafterinnen der UN-Dekade Biologische Vielfalt.